# Perfil topográfico

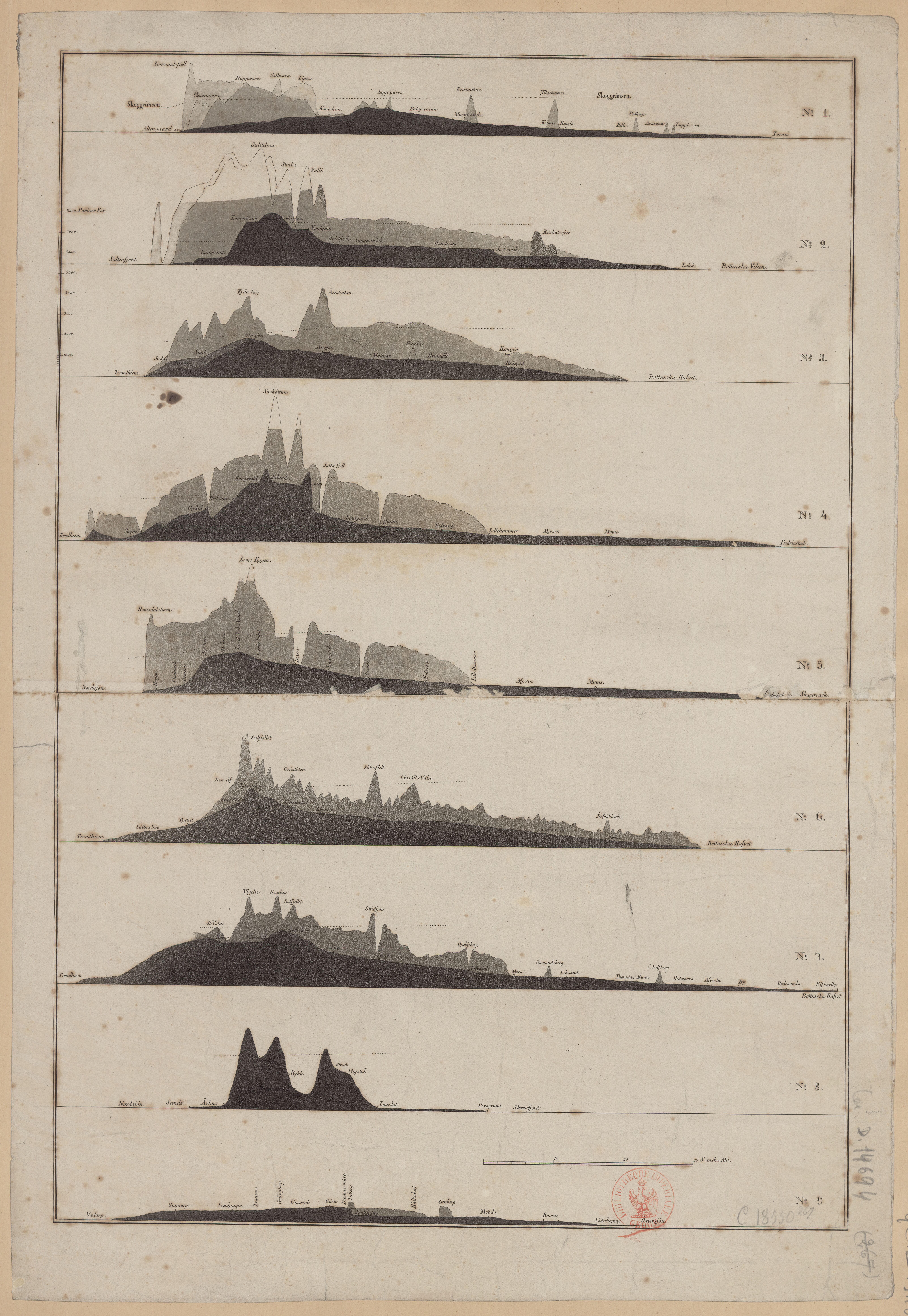
9 perfis transversais da Península Escandinava.

Perfil topográfico, é uma representação de um satélite gráfico nos planos cartesianos de um corte vertical do terreno segundo uma direcção de um corte previamente escolhido, de tal forma que seja possível representar intuitivamente, entre os topos, os desníveis de certos tipos de rocha e também a topografia do terreno inclusive o perfil antiquado. Mas quem determina o perfil topográfico de um terreno é um geólogo, geralmente tratado como Engenheiro Agrimensor que vai delimitar onde serão perfuradas as sondas.
Um dos processos para construir um perfil topográfico é o seguinte:
- Sobre o mapa topográfico traça uma recta azimutal, que corresponde à secção transversal l, cujo perfil pretendemos construir.
- Orienta sobre o mapa uma folha de papel milimétrico ou quadriculado de maneira que o eixo horizontal sobre o qual se vai construir o perfil seja paralelo à linha recta que traçaste no mapa.
- Projecta-se sobre o eixo horizontal a intersecção de cada curva de nível com a linha recta, tendo em conta a cota de altitude correspondente..
- Com cinco ou seis rectas fecha-se a poligonal (numa poligonal pequena) e representa-se o lugar onde será representado o corte.
- Traça um eixo vertical, que representa a altitude ou cotas.
- Recorrendo ao eixo vertical localiza e marca o valor de cada curva de nível projectada.
- Depois de marcados todos os pontos correspondentes às curvas de nível projectadas, unem-se dando origem a um perfil topográfico.

É importante indicar na planta topográfica o norte verdadeiro, para que seja possivel calcular o azimute verdadeiro (ou topográfico), de tal forma que seja possível orientar todas as projeções na direções N (norte) e E (leste ou oeste)
). A precisão do procedimento é indicado pela inter-relação com a distância a ser precisada. Em levantamentos rodoviários a exata determinação das tensões principais em rochas (vide círculo de Mohr) irá determinar de forma conjuntural o posicionamento das estações (totais ou não) para que não haja deslocamentos do posicionamento do aparelho por causa de falhas repentinas do terreno, ou seja, ruptura da rocha sã.